# Nerocila
Nerocila is een geslacht van pissebedden uit de familie Cymothoidae. De wetenschappelijke naam van het geslacht is voor het eerst geldig gepubliceerd door William Elford Leach in 1818. Hij benoemde tevens de eerste soort, Nerocila blainvillei (de Nerocila van Blainville), "plaats van herkomst onbekend".
Nerocila is een van de negen geslachten van Isopoda die Leach benoemde met een anagram van Caroline of Carolina.

## Soorten
- Nerocila aculeata Milne Edwards, 1840
- Nerocila acuminata Schiödte & Meinert, 1881
- Nerocila armata Dana, 1853
- Nerocila arres Bowman & Tareen, 1983
- Nerocila barramundae Bruce, 1987
- Nerocila benrosei Bunkley-Williams & Williams, 1999
- Nerocila bivittata (Risso, 1816)
- Nerocila blainvillei Leach, 1818
- Nerocila californica Schioedte & Meinert, 1881
- Nerocila congener Miers, 1880
- Nerocila depressa Milne Edwards, 1840
- Nerocila donghaiensis H. Yu & Li, 2002
- Nerocila excisa Searle, 1914
- Nerocila exocoeti Pillai, 1954
- Nerocila falcata (Fabricius, 1787)
- Nerocila falklandica Cunningham, 1871
- Nerocila fluviatilis Schioedte & Meinert, 1881
- Nerocila hemirhamphusi Shyamasundari, Hanumantha Rao & Jalaj Kumari, 1990
- Nerocila heterozota Ahmed, 1970
- Nerocila japonica Schioedte & Meinert, 1881
- Nerocila kisra Bowman & Tareen, 1983
- Nerocila lanceolata (Say, 1818)
- Nerocila livida Budde-Lund, 1908
- Nerocila lomatia Bruce, 1987
- Nerocila longispina Miers, 1880
- Nerocila loveni Bovallius, 1887
- Nerocila madrasensis Ramakrishna & Ramaniah, 1978
- Nerocila monodi Hale, 1940
- Nerocila munda Harger, 1873
- Nerocila orbignyi (Guérin-Méneville, 1832)
- Nerocila phaiopleura Bleeker, 1857
- Nerocila philippensis Bovallius, 1887
- Nerocila pigmentata Bal & Joshi, 1959
- Nerocila priacanthusi Jalaja Kumari, Hanumantha Rao & Shyam
- Nerocila pulicatensis Jayadev Babu & Sanjeeva Raj, 1980
- Nerocila recurvispina Schioedte & Meinert, 1881
- Nerocila serra Schioedte & Meinert, 1881
- Nerocila sigani Bowman & Tareen, 1983
- Nerocila sundaica Bleeker, 1857
- Nerocila swainsoni Leach, 1818
- Nerocila tenuipes Dana, 1853
- Nerocila trichiura (Miers, 1878)
- Nerocila trivittata Bleeker, 1857

### Nomen dubium
- Nerocila cuspidata Costa, 1851

### Synoniemen
- Nerocila breviceps Schioedte & Meinert, 1881, geaccepteerd als Creniola breviceps (Schioedte & Meinert, 1881)
- Nerocila laticauda Schioedte & Meinert, 1881, geaccepteerd als Creniola laticauda (Schioedte & Meinert, 1881)
- Nerocila maculata H. Milne Edwards, 1840, geaccepteerd als Nerocila orbignyi (Guérin-Méneville, 1832)
- Nerocila neapolitana Schiodte & Meinert, 1879, geaccepteerd als Nerocila orbignyi (Guérin-Méneville, 1832)
- Nerocila saurida Avdeev, 1977, geaccepteerd als Creniola saurida (Avdeev, 1977) (basioniem)
- Nerocila schadleri Nierstrasz, 1915, geaccepteerd als Amblycephalon schadleri (Nierstrasz, 1915) (basioniem)